# FIFA Women’s World Cup
Der FIFA Women’s World Cup ist die Gewinntrophäe der Fußball-Weltmeisterschaft der Frauen. Er existiert erst seit 1999 und wurde somit bei bislang sieben Weltmeisterschaften verliehen.

## Aussehen, Maße und Gewicht
Die Trophäe wurde von William Sawaya vom Mailänder Unternehmen Sawaya & Moroni entworfen. Der Weltpokal zeigt einen silbernen Fußball, der von einer goldenen Spirale getragen wird. Der Sockel besteht aus  grünem Migmatit (Granite Verde Candeias), die Spirale  besteht aus Bronze mit einer 23-Karat-Gold-Beschichtung und der Fußball aus Aluminium. Er ist mit 47 cm etwas höher als der Pokal der Herren, wiegt aber durch seine weniger massive Gestaltung statt 6,175 kg nur 4,6 kg. Der Originalwert liegt bei etwa 30.000 $. 
Für jedes Turnier wird ein Exemplar angefertigt, das in den Besitz des Weltmeisters übergeht.

## Gewinner
- 1999:  Vereinigte Staaten
- 2003:  Deutschland
- 2007:  Deutschland
- 2011:  Japan
- 2015:  Vereinigte Staaten
- 2019:  Vereinigte Staaten
- 2023:  Spanien